# Femke Bosmans
Femke Bosmans (* 11. September 1997 in Lier) ist eine belgische Eishockeyspielerin, die seit 2021 bei den Cold Play Sharks Mechelen in der deutschen 2. Liga Nord spielt. Ihr jüngerer Bruder Sandro ist ebenfalls belgischer Nationalspieler.

## Karriere
Femke Bosmans begann ihre Karriere in der Jugend der Cold Play Sharks Mechelen. Mit dem Team aus Flandern spielt sie seit 2017 in der deutschen 2. Liga Nord. Beruflich ist sie seit 2022 Physiotherapeutin des Herrenteams des Klubs, das unter der Bezeichnung „Golden Sharks“ in der belgisch-niederländischen BeNe League spielt. 

### International
Für die belgische Nationalmannschaft spielte Bosmans erstmals bei den Weltmeisterschaften der Division II 2013, 2014, 2015 und 2023, den Qualifikationen zur Division II 2017, 2018, als sie als Torschützenkönigin zur besten Spielerin ihrer Mannschaft gewählt wurde, und 2019, als sie beste Torvorbereiterin des Turniers war, sowie den Weltmeisterschaften der Division III 2020 und 2022, als sie erneut die meisten Vorlagen gab.

## Erfolge und Auszeichnungen
- 2018 Torschützenkönigin bei der Qualifikation zur Weltmeisterschaft der Division II
- 2019 Meiste Torvorlagen bei der Qualifikation zur Weltmeisterschaft der Division II
- 2022 Aufstieg in die Division II, Gruppe B, bei der Weltmeisterschaft der Division III, Gruppe A
- 2022 Meiste Torvorlagen bei der Weltmeisterschaft der Division III, Gruppe A
- 2023 Aufstieg in die Division II, Gruppe A, bei der Weltmeisterschaft der Division II, Gruppe B